# Scopaeocharax
Genre
Scopaeocharax est un genre de poissons d'eau douce téléostéens de la famille des Characidae (ordre des Characiformes).

## Répartition
Les deux espèces concernées se rencontrent en Amérique du Sud.

## Liste des espèces
Selon GBIF (15 septembre 2023) :
- Scopaeocharax atopodus (Böhlke, 1958)
- Scopaeocharax rhinodus (Böhlke, 1958)

## Systématique
Le nom valide complet (avec auteur) de ce taxon est Scopaeocharax Weitzman (d) & Fink (d), 1985.
Scopaeocharax a pour synonyme :
- Scopeocharax (graphie incorrecte)

## Étymologie
Le nom générique, Scopaeocharax, composé du grec ancien skopaios, « nain, petit », et Charax, le genre type des Characiformes, fait allusion à la petitesse de ces espèces. À titre d'exemple, Scopaeocharax rhinodus mesure au maximum 32 mm, queue non comprise.

## Publication originale
- (en) Stanley H. Weitzman et Sara V. Fink, « Xenurobryconin phylogeny and putative pheromone pumps in glandulocaudine fishes (Teleostei, Characidae) », Smithsonian Contributions to Zoology, SISP (d) et SIP (d), no 421,‎ 1985, p. 1-121 (ISSN 0081-0282 et 1943-6696, DOI 10.5479/SI.00810282.421, lire en ligne).